# El Epazote
El Epazote es una localidad del estado mexicano de Guerrero. Es parte del municipio de Chilapa de Álvarez.

## Demografía
| Gráfica de evolución demográfica |
|                                  |

| Censo | Población |
| ----- | --------- |
| 1921  | 140       |
| 1930  | 108       |
| 1940  | 124       |
| 1950  | 62        |
| 1960  | 411       |
| 1970  | 628       |
| 1980  | 372       |
| 1990  | 690       |
| 2000  | 798       |
| 2010  | 955       |
| 2020  | 1 071     |